# Edward Arthur Somerset
Pour les articles homonymes, voir Edward Somerset.
Edward Arthur Somerset (2 février 1817 - 12 mars 1886) est un militaire britannique et homme politique du Parti conservateur, le fils de Robert Somerset.

## Biographie
Il rejoint la Brigade des fusiliers britannique en tant que sous-lieutenant le 29 janvier 1836, devient lieutenant le 9 juillet 1840 et capitaine le 31 janvier 1845. Somerset se présente sans succès pour le Monmouthshire en 1847, mais est élu à ce poste de député en 1848 et continue à le représenter en tant que conservateur jusqu'à ce qu'il démissionne le 23 juin 1859.
Somerset épouse Agatha Miles (1827 - 1912), fille de William Miles, le 13 septembre 1849. Ils ont un fils et huit filles :
- Agatha Georgiana Somerset (1850 - 10 mai 1940), épouse le major Charles Arthur Baldwyn Knyvett Leighton le 10 avril 1879 sans descendance.
- Evelyn Somerset (20 novembre 1857 - 1er juillet 1883), épouse George Caulfeild Prideaux Browne le 7 septembre 1882 et meurt en couches.
- Ada Frances Somerset (1861 - 17 mars 1949), épouse Henry Mather-Jackson, 3e baronnet le 3 août 1886 et a cinq enfants.
- Maude Catherine Somerset (1862 - 6 juin 1946) décédée célibataire
- Lillian Somerset (1864 - 22 janvier 1947), épouse Frederick Palmer, 6e baronnet le 29 décembre 1892 et a trois fils.
- Le lieutenant Edward William Henry Somerset (25 janvier 1866 - 20 mars 1890), est cadet honoraire de la reine à Sandhurst et sert dans les Royal Irish Rifles à partir du 2 mars 1887[1]
- Blanche Louisa Somerset (1868 - 20 août 1946), épouse John George Burdon le 4 février 1892
- Muriel Somerset (1870 - 25 novembre 1951), épouse le révérend William Neville le 7 novembre 1894
- Hilda Somerset (1872 - 16 mai 1965) devenue religieuse des Sœurs de la Miséricorde, Communauté des Sœurs de l'Église[2].

Somerset sert dans la 8e guerre Xhosa, puis dans la guerre de Crimée. Il participe aux batailles de l'Alma, Balaclava et Inkermann. Peu de temps après, il est promu major le 12 novembre 1854, et sert au siège de Sébastopol, étant promu lieutenant-colonel le 23 mars 1855. Il est ensuite fait chevalier de 5e classe de la Medjidie et reçoit l'Ordre du Bain en 1857.
Il est promu colonel le 29 mai 1858 et major général le 6 mars 1860. Il est réélu député du West Gloucestershire en 1867, mais est battu l'année suivante. Somerset est gouverneur par intérim de Gibraltar de 1875 à 1876 et en 1878. Le 1er octobre 1877, il est nommé lieutenant général. Le 19 décembre 1881, il est nommé colonel du 1er bataillon du Régiment du Worcestershire. Il démissionne du poste de colonel en 1883 lorsqu'il entre sur la liste des retraités, mais il est colonel-commandant du 1er bataillon du King's Royal Rifle Corps de 1884 jusqu'à sa mort en 1886.